# Nemesia incerta
Espèce
Nemesia incerta est une espèce d'araignées mygalomorphes de la famille des Nemesiidae.

## Distribution
Cette espèce est endémique de France. Elle se rencontre dans les Alpes-de-Haute-Provence.

## Publication originale
- Moggridge, 1874 : Supplement to Harvesting ants and trap-door spiders. Londres, p. 157-304 (texte intégral).